# Вертер, Фанни Фе
Фанни Фи Вертер (нем. Fanny Fee Werther *6 февраля 1994 в Мюнхене) — немецкая журналистка, тележурналистка.

## Карьера
Родилась и выросла в Мюнхене. С 2012 года училась на факультете бизнес-администрирования Мюнхенского университета. В 2017 году, окончив университет, она получила  ученую степень бакалавра. Она начала свою журналистскую карьеру в 2012 году во время стажировки на таких немецких общенациональных телеканалах как Sat.1, Sky Deutschland и Sport1. С 2017 по 2019 год она проходила стажировку на региональном телеканале Munich TV. Там она работала репортером в отделе новостей, вела передачи о спортивных состязаниях и мероприятиях связанных со всемирно известным Мюнхенским Октоберфестом. Она также вела прямые трансляции на передачах Мюнхен сегодня и Вечерний Мюнхен 2 . Во время стажировки она была обучена профессии видео журналиста.
В 2019 году она начала свою карьеру на телеканале Welt и переехала из Мюнхена в Берлин. С тех пор она работает на этом телеканале ведущей, репортером и редактором. Вместе с коллегами она участвовала в программе новостей и в специальных передачах о политических событиях, таких как федеральные выборы 2021 года, избрание Олафа Шольца на пост федерального канцлера. Она является автором многих статей, работала в качестве регионального репортера и вела передачи о региональных выборах.  С 2020 года Фанни Фи Вертер работает также модератором. До недавнего времени она вела передачу утренних новостей на канале Welt вместе со своим коллегой Карстеном Хедлером. С ноября 2023 года она ведет программу вечерних новостей вместе со своим коллегой Александром Симоном.